# Florentino Pérez
Florentino Pérez Rodríguez (phát âm tiếng Tây Ban Nha: [floɾenˈtino ˈpeɾeθ roˈðɾiɣeθ]; sinh 8 tháng 3 năm 1947)  là một doanh nhân, kỹ sư xây dựng, cựu chính trị gia người Tây Ban Nha. Hiện tại ông là chủ tịch của Câu lạc bộ bóng đá Real Madrid và Grupo ACS. Ông nổi tiếng với việc mở ra thời kỳ Los Galácticos của Real Madrid, trong thời kỳ này, ông đã chấp nhận trả phí chuyển nhượng cực kỳ cao cho các cầu thủ bóng đá nổi tiếng.

## Tiểu sử
Pérez gia nhập Đảng Unión de Centro Democrático (Liên minh Dân chủ Trung hữu) năm 1979, phục vụ trong Hội đồng thành phố Madrid.
Năm 1986, Pérez chạy đua trong cuộc tổng tuyển cử Tây Ban Nha là ứng cử viên cho Reformista Partido Democrático. Ông theo học Đại học Bách khoa Madrid.
Vào năm 1993, ông được bổ nhiệm vào chức chủ tịch OCP Construcciónes, S.A. Sau khi sáp nhập OCP với Gines y Navarro vào Actividades de Construcción y Servicios, S.A. (ACS) năm 1997, ông đã trở thành chủ tịch công ty mới này.

## European Super League
Vào tháng 4 năm 2021, Pérez được bổ nhiệm làm chủ tịch đầu tiên của Super League , một giải đấu ly khai liên quan đến một số câu lạc bộ bóng đá lớn nhất châu Âu

## Các hợp đồng
| Hạng | Tên cầu thủ       | Đến từ            | Phí chuyển nhượng (triệu bảng) | Phí chuyển nhượng (triệu Euro) | Năm  |
| ---- | ----------------- | ----------------- | ------------------------------ | ------------------------------ | ---- |
| 1    | Cristiano Ronaldo | Manchester United | 63.7                           | 93.7                           | 2009 |
| 3.   | Zinedine Zidane   | Juventus          | 46,0                           | 76,0                           | 2001 |
| 4.   | Kaká              | Milan             | 56,8                           | 65,8                           | 2009 |
| 5.   | Luís Figo         | Barcelona         | 37,0                           | 58,5                           | 2000 |
| 6.   | Ronaldo           | Internazionale    | 28,5                           | 43,0                           | 2002 |
| 7.   | Luka Modrić       | Tottenham Hotspur | 32,0                           | 40,0                           | 2012 |
| 8.   | Xabi Alonso       | Liverpool         | 30,0                           | 35,4                           | 2009 |
| 9.   | David Beckham     | Manchester United | 24,5                           | 35,1                           | 2003 |
| 10.  | Karim Benzema     | Lyon              | 30,0                           | 35,0                           | 2009 |
| 11.  | Illarramendi      | Sociedad          | 27,8                           | 32,1                           | 2013 |
| 12.  | Fábio Coentrão    | Benfica           | 27,1                           | 30,0                           | 2011 |
| 13.  | Isco              | Malaga            | 23,1                           | 27,0                           | 2013 |
| 14.  | Sergio Ramos      | Sevilla           | 18,6                           | 27,0                           | 2005 |
| 15.  | Ángel Di María    | Benfica           | 20,5                           | 25,0                           | 2010 |
| 16.  | Walter Samuel     | Roma              | 16,8                           | 25,0                           | 2004 |
| 17.  | Robinho           | Santos            | 16,5                           | 24,0                           | 2005 |
| 18.  | Júlio Baptista    | Sevilla           | 13,8                           | 20,0                           | 2005 |
| 19.  | Jonathan Woodgate | Newcastle United  | 13,4                           | 19,8                           | 2004 |
| 20.  | Raúl Albiol       | Valencia          | 12,8                           | 15,0                           | 2009 |
| 21.  | Mesut Özil        | Werder Bremen     | 12,3                           | 15,0                           | 2010 |
| 22.  | Sami Khedira      | Stuttgart         | 11,4                           | 14,0                           | 2010 |
| 23.  | Claude Makélélé   | Celta de Vigo     | 9,1                            | 14,0                           | 2000 |
| 24.  | Michael Owen      | Liverpool         | 8,0                            | 11,9                           | 2004 |
| 25.  | Nuri Şahin        | Borussia Dortmund | 8,1                            | 10,0                           | 2011 |
| 26.  | Pedro León        | Getafe            | 8,0                            | 10,0                           | 2010 |
| 27.  | Ricardo Carvalho  | Chelsea           | 6,5                            | 8,0                            | 2010 |
| 28.  | Dani Carvajal     | Bayer Leverkusen  | 5,5                            | 6,5                            | 2013 |
| 29.  | Casemiro          | São Paulo         | 5,1                            | 6,0                            | 2013 |
| 30.  | Antonio Cassano   | Roma              | 3,8                            | 5,5                            | 2006 |
| 31.  | Sergio Canales    | Racing Santander  | 3,8                            | 4,5                            | 2010 |
| 32.  | Esteban Granero   | Getafe            | 3,4                            | 4,0                            | 2009 |
| 33.  | Álvaro Arbeloa    | Liverpool         | 3,0                            | 4,0                            | 2009 |
| 34.  | Pablo García      | Osasuna           | 2,7                            | 4,0                            | 2005 |
| 35.  | Thomas Gravesen   | Everton           | 2,5                            | 3,6                            | 2005 |
| 36.  | Hamit Altintop    | Bayern München    | Miễn phí                       | Miễn phí                       | 2011 |

Cầu thủ in đậm là đang thi đấu cho Real Madrid.
Hạng được sắp xếp theo phí chuyển nhượng tính bằng đồng Euro.